# Clara dos Anjos

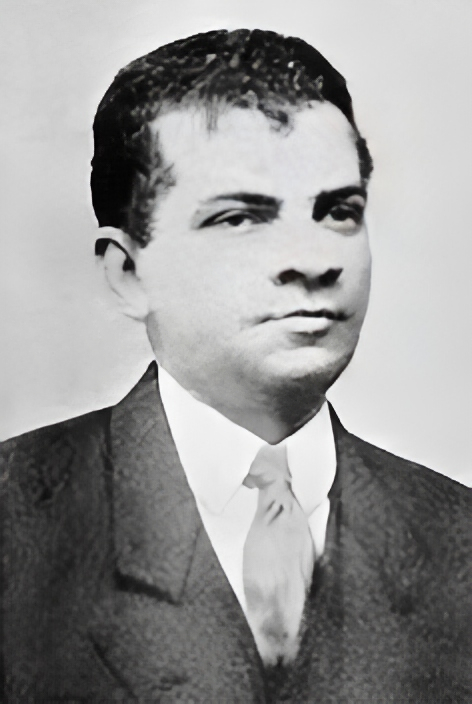
Afonso Henriques de Lima Barreto, considerado um dos mais importantes escritores brasileiros.

Clara dos Anjos é um livro póstumo do escritor brasileiro Lima Barreto, pertencente ao pré-modernismo brasileiro. Concluído em 1922, ano da morte do autor, foi publicado em 1948. Em Clara dos Anjos, Lima Barreto demonstra a sua influência do notável romance O Primo Basílio, do escritor português Eça de Queiroz, para a composição do personagem Cassi Jones.

## Obra
A história se passa no subúrbio do Rio de Janeiro, no princípio do século XX. 
Clara dos Anjos é uma adolescente de origem humilde, filha única do carteiro Joaquim dos Anjos e de dona Engrácia. É uma garota negra e ingênua; superprotegida pelos pais, que mal a deixam ir à rua sozinha. Em seu aniversário de 18 anos, ela conhece Cassi Jones, um rapaz de cerca de 30 anos, que é levado até sua festa por Lafões, amigo de Joaquim, para tocar violão. Cassi é um rapaz branco e advindo de uma família de melhor classe social que a de Clara. Ele é um malandro que nunca trabalhou, é ignorante e semi-analfabeto. Cassi tem uma péssima reputação pelo fato de ter destruído a vida de dezenas de moças por tirar a virgindade delas e em seguida as rejeitar, e também por ter acabado com uma série de matrimônios após ter se envolvido com mulheres casadas. Cassi escolhia como vítimas justamente jovens de classes sociais menos favorecidas do que a dele e em sua maioria negras, para assim conseguir sair impune após cometer tais atrocidades. Apesar disso, a Mãe de Cassi sempre o defende, culpando as garotas em questão pelos ocorridos. O pai dele, em contraste, não fala mais com o rapaz, pois se envergonha do comportamento do filho. Cassi, ao conhecer Clara, vê nela a vítima perfeita, e então começa a tentar se aproximar dela a todo custo. Os pais de Clara, percebendo as intenções de Cassi para com ela, são contra qualquer aproximação entre eles. 
Ambos começam a trocar cartas em segredo com a ajuda de Meneses, um dentista clandestino, amigo da família de Clara, que ficou responsável por entregar as cartas de Cassi para Clara e vice-versa sem que os pais dela soubessem. Ela então se apaixona por ele, acreditando que todos esses acontecimentos negativos envolvendo Cassi não passam de um mal entendido. Depois de um tempo da troca de cartas ter começado entre eles, os dois começam a se encontrar secretamente todas as noites no portão da casa da moça. Cassi promete a Clara que vai arranjar emprego e que irá pedi-la em casamento, que era necessário apenas paciência da parte dela. Clara, inocentemente, acredita. 
Numa dessas visitas noturnas à casa de Clara, Cassi pede a ela para entrar em seu quarto, pois supostamente ia chover em breve. Nessa noite, Cassi tira a virgindade de Clara, e após isso nunca mais a visita, a deixando sozinha e grávida. Ele vai embora para São Paulo, afirmando à família que havia arranjado um trabalho na cidade, porém na verdade o faz apenas para fugir da família de Clara e das consequências dos seus atos com ela. 
Clara decide secretamente fazer um aborto, porém, como não tinha dinheiro para tal, pede à dona Margarida, uma vizinha que ela ajudava com bordados e costuras, um adiantamento pelo seu trabalho, alegando precisar do dinheiro para comprar um presente de aniversário para a mãe. Dona Margarida obviamente não acredita, e pressiona Clara até que ela conte a verdade. Margarida então a leva para relatar à mãe o que havia acontecido. 
As três então vão para a casa da família de Cassi contar o que tinha ocorrido com elas e pedir para que o rapaz assuma Clara e o filho. Porém, a moça é maltratada pela mãe dele e sofre racismo da parte dela, que se sente ofendida por uma moça negra querer se casar com seu filho. O pai de Cassi, no entanto, pede perdão a Clara por todo o mal que o filho havia feito a ela. 
Após sofrer toda essa humilhação, Clara finalmente se dá conta de como é vista pela sociedade racista ao seu redor, e de que nunca seria tratada de igual para igual por pessoas brancas e de classes sociais acima da dela.

## Problemas Sociais
Lima Barreto escancara problemas da sociedade contemporânea que já infligiam o povo em um passado não muito distante. Os temas Racismo, pobreza, fome, miséria, desigualdade social, corrupção, analfabetismo, insatisfação política e injustiça são padrões que são cotidiano dos personagens.

## Características
Por se tratar de uma obra do Pré-modernismo, a referida obra apresenta as seguintes características:
- Evolucionismo - Lima Barreto atribui o comportamento de alguns personagens à evolução e seleção natural;
- Cientificismo - o autor demonstra preferência por tudo que pode ser cientificamente comprovado;

Emoção Vs Razão;
- Demonstração de Problemas Sociais.[2]

## Contexto Histórico

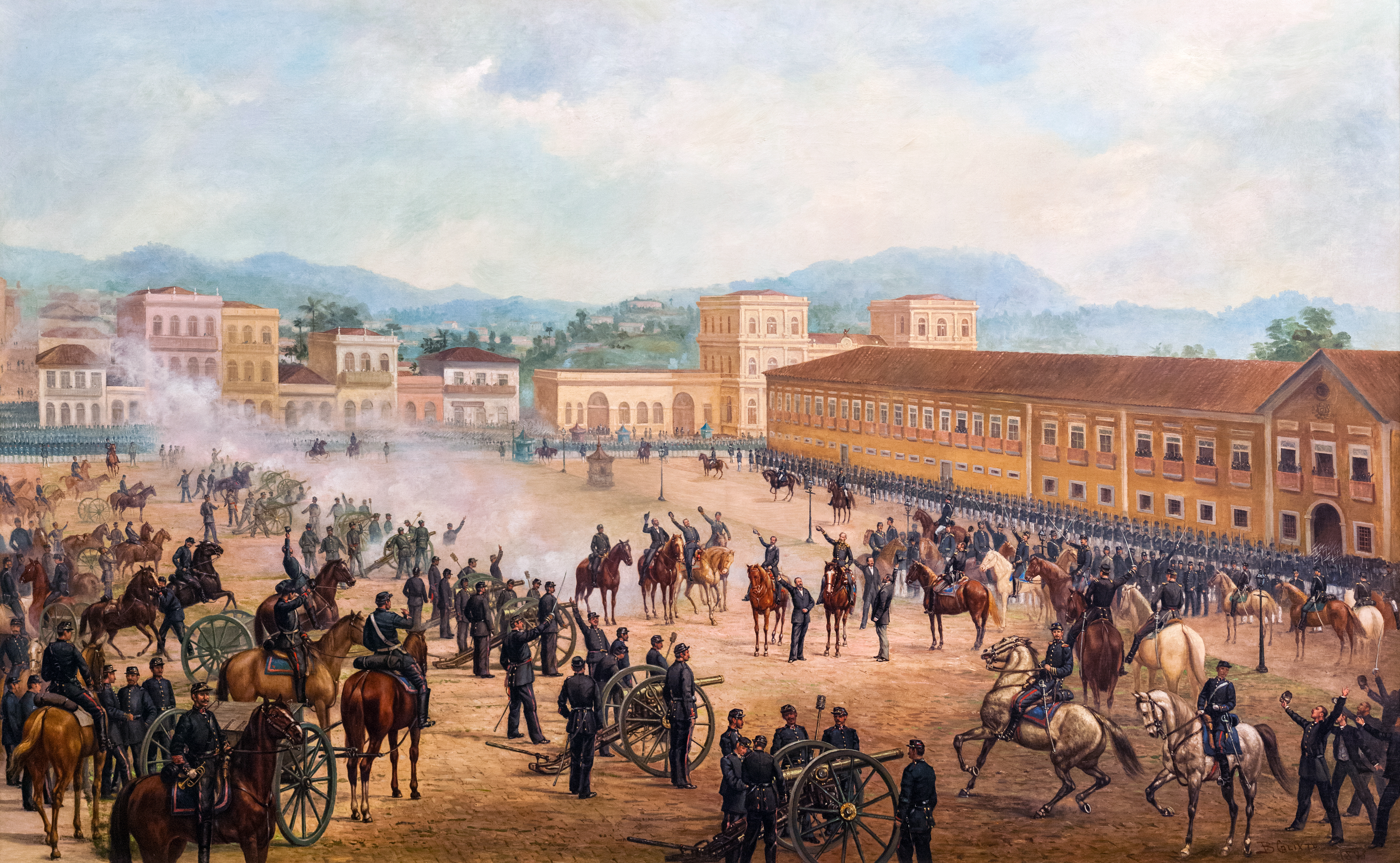
A recém proclamada Republica Federativa do Brasil foi o cenário escolhido por Lima Barreto para o desenvolvimento da trama.

A trama atravessa períodos importantes da história do Brasil como a Guerra do Paraguai, a queda da monarquia e proclamação da republica, a eleição e renuncia de Deodoro da Fonseca e o período Florianista.

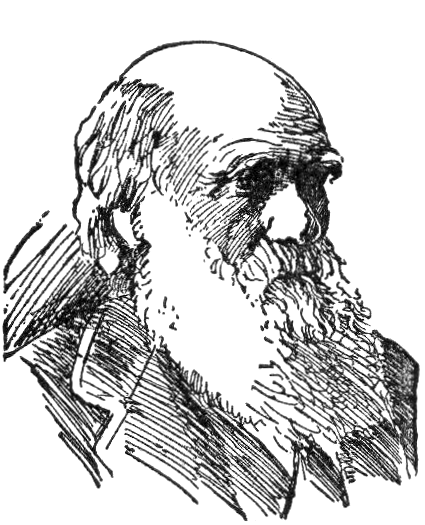
A Teoria da Evolução de Charles Darwin inspirou inúmeros artistas e escritores ao redor do mundo. Até hoje, muitos filósofos e escritores atribuem alguns padrões do comportamento humano à Evolução.

## Linguagem Avançada
Lima Barreto usa de termos modernos como "vagabundo", "imprestável", "mau caráter" e até mesmo "psicopata" para descrever seus personagens de forma clara de modo que o leitor entenda.

## Valorização do Caráter dos Personagens
Lima Barreto descreve o caráter elementar de cada personagem, mostrado suas falhas e suas qualidades. Em muitos pontos da obra, é difícil definir quem é o "carrasco" e quem é o "mocinho". No entanto, Lima Barreto mostra a natureza dos personagens e deixa o leitor decidir o que é errado e o que é certo.
Cada personagem na trama representa um "câncer social", um pecado que a sociedade carrega, no entanto ignora.

## Personagens
Cada personagem da trama desempenha o papel de lembrete de algum aspecto social. Os principais personagens da narrativa são:

### Clara dos Anjos
Filha única do casal Joaquim e Engrácia dos Anjos, descrita como uma garota de dezessete anos, parda, moradora da periferia do Rio de Janeiro, pobre e que deseja provar as principais emoções que a vida pode oferecer.

Lei áurea assinada em 1888. A escravidão - apesar de já te sido abolida - é um fantasma que se mostra presente no decorrer da trama.

### Cassi Jones de Azevedo
Descrito pelo autor como um "vagabundo psicopata" é o antagonista central da trama.
Homem inescrupuloso que tem como distração e prazer seduzir mulheres casadas e jovens donzelas para depois desonra-las e abandona-las na sarjeta da sociedade.
Curiosamente, Lima Barreto parece ter criado este personagem com a intenção de induzir o leitor a refletir sobre a sociedade preconceituosa e antiquada que o autor vivenciou.

### Joaquim dos Anjos
Homem humilde, pai de Clara e esposo de Engrácia. Joaquim dos Anjos representa a simplicidade e as dificuldades que o povo Brasileiro já viviam na época.
Trabalhou como flautista, carteiro e modero.
Joaquim é quem toma as decisões domésticas e não sua mulher.

### Engrácia
Dona de casa, esposa de Joaquim e mãe de Clara. Descrita como uma mulher exageradamente preocupada e mãe superprotetora, no entanto apresenta comportamento histérico diante de situações de pressão e preocupação.

### Antônio da Silva Marramaque
Padrinho de Clara e amigo de Joaquim, descrito como um semi paralítico do lado esquerdo do corpo e um homem de coragem e espírito nobre.
Foi o primeiro a confrontar Cassi na residência da família Anjos.

### Salustiana Baeta de Azevedo
Sem dúvida alguma, se trata de um dos personagens mais odiosos de toda a trama.
Mulher extremamente vaidosa e cúmplice ativa dos crimes do filho, Salustiana Azevedo é uma mulher que tem como diversão humilhar as vitimas de seu filho.
Em vários momentos, insulta garotas de "mulata", "preta", etc.
Esta convicta da superioridade do sangue de sua família e se recusa a deixar que a justiça enquadre seu filho nas leis da época, pois acredita que o filho dela é perfeito demais para "se casar com uma mulata qualquer"

"(...)Em geral, as moças que ele desonrava eram de humilde condição e de todas as cores. Não escolhia. A questão é que não houvesse ninguém, na parentela delas, capaz de vencer a influência do pai, mediante solicitações maternas.
A mãe recebia-lhe a confissão, mas não acreditava; entretanto, como tinha as suas presunções fidalgas, repugnava-lhe ver o filho casado com uma criada preta, ou com uma pobre mulata costureira, ou com uma moça branca lavadeira e analfabeta(...)".

## Adaptação para os quadrinhos
Em 2011, Clara dos Anjos ganhou uma adaptação para os quadrinhos feita por Marcelo Lelis e Wander Antunes e editada pela Quadrinhos na Cia. A obra ganhou o Troféu HQ Mix de 2012 na categoria Adaptação para os quadrinhos.